# Duke Reid
Arthur "Duke" Reid, CD (Portland, Jamaica; 21 de julio de 1915 - 1 de enero de 1975) fue productor discográfico jamaicano, DJ y propietario de un sello discográfico.
Poseía uno de los sound systems más populares de Jamaica de los años 1950 llamado Duke Reid's the Trojan en honor al tipo de camión británico que utilizaba para transportar el equipo. En los años 1960, Reid fundó el sello Treasure Isle, denominación que venía del nombre de su tienda de licor, que producía ska y rocksteady. A comienzos de los años 1970 todavía se mantenía activo trabajando junto al toaster U-Roy. Murió en 1975 tras haber sufrido una severa enfermedad durante su último año de vida.

## Discografía parcial
- Varios Artistas - Soul To Soul DJ's Choice - 1973 - Trojan Records (1995)
- Varios Artistas - Gems From Treasure Isle - 1966-1968 - Trojan Records (1982)
- Varios Artistas - Ba Ba Boom Duke Reid - 1967-1972 - Trojan Records (1994)
- Varios Artistas - Duke Reid's Treasure Chest - Heartbeat Records (1992)
- Varios Artistas - Treasure Isle Dub Vol 01
- Varios Artistas - Version Affair Vol 01 - Lagoon (1992)
- Varios Artistas - Version Affair Vol 02 - Lagoon (1993)
- Varios Artistas - Sir Coxsone & Duke Reid In Concert At Forresters Hall - Studio One

## Nota
1. 1 2  «Duke Reid». Reggae Jah todo sobre la musica jamaicana. Consultado el 28 de junio de 2020.

- Datos: Q1264438